# Head Above Water
Head Above Water er en amerikask thriller film fra 1996, instrueret af Jim Wilson. Filmens hovedrollere består af Harvey Keitel, Cameron Diaz og Craig Sheffer.